# 汪珍如
汪珍如（1937年3月—2017年7月20日），女，原籍广东番禺，生于上海，中国天体物理学家、教育家，曾任南京大学教授、博士生导师。

## 家庭
丈夫曲钦岳。